# Спрэг, Томас Арчибальд
Томас Арчибальд Спрэг (англ. Thomas Archibald Sprague, 7 октября 1877 — 22 октября 1958) — британский ботаник. 

## Биография
Томас Арчибальд Спрэг родился в Эдинбурге 7 октября 1877 года. Он был одним из одиннадцати детей Томаса Бонда Спрэга. Его отец был актуарием.
Томас Арчибальд учился в Эдинбургском университете, где он получил высшее образование. В период с 1898 по 1900 год Спрэг принял участие в экспедиции в Венесуэле и Колумбии. После возвращения в 1900 году он нашёл работу в Королевских ботанических садах Кью. В 1913 году Томас Арчибальд побывал на Канарских островах. Спрэг внёс значительный вклад в ботанику, описав множество видов семенных растений.
Томас Арчибальд Спрэг умер в городе Челтнем 22 октября 1958 года.

## Научная деятельность
Томас Арчибальд Спрэг специализировался на семенных растениях.

## Почести
В его честь был назван род растений Spragueanella Balle.